# Rosa Morena
Rosa Morena er en dansk film, instrueret af Carlos Augusto de Oliveira, der også har skrevet manuskriptet. Filmen er optaget i São Paulo i Brasilien.

## Medvirkende
- Anders W. Berthelsen
- David Dencik
- Iben Hjejle